# The Girl in His House
The Girl in His House è un film muto del 1918 diretto da Thomas R. Mills. La sceneggiatura di Katherine S. Reed si basa sull'omonimo romanzo di Harold MacGrath: pubblicato nel 1918, la storia era uscita in precedenza a puntate sul Ladies' Home Journal tra il settembre e il dicembre 1917.

## Trama
Piantato dalla donna amata, James Armitage affida le sue proprietà al suo avvocato e parte per l'Oriente. Dopo aver passato sei anni in Birmania, torna a casa: Clare, la donna che ha cercato di dimenticare, è rimasta vedova ma lui, ora, si accorge di non provare più niente per lei. È attratto, invece, da Doris Athelstone, una strana ragazza che l'avvocato - prima di scappare con metà della sua fortuna - ha piazzato in casa sua. Doris è convinta che la casa sia quella di suo padre, che lei non ha mai conosciuto, e che James sia solo un intruso. James indaga su quella strana storia, scoprendo che Doris è la figlia dell'avvocato: costui, rimasto vedovo, non aveva mai voluto vedere la figlia che, con la sua nascita aveva provocato la morte della madre. Aveva però cercato di farla crescere senza farle mai mancare nulla. James promette all'avvocato di mantenere il segreto e sposa la ragazza di cui è ormai innamorato.

## Produzione
Il film fu prodotto dalla Vitagraph Company of America.

## Distribuzione
Il copyright del film, richiesto dalla Vitagraph Co. of America, fu registrato il 15 giugno 1918 con il numero LP12543.
Distribuito dalla Greater Vitagraph (V-L-S-E) e presentato da Albert E. Smith, il film uscì nelle sale cinematografiche statunitensi il 24 giugno 1918.
Non si conoscono copie ancora esistenti della pellicola che viene considerata presumibilmente perduta.